# Reino visigodo de Tolosa
Después del foedus de Walia con Roma en el año 418, justo antes de su muerte, el pueblo visigodo puede asentarse por fin como pueblo federado y opta al reparto de tierras en la Galia. De esta forma, se puede decir que comienza el reino visigodo de Tolosa, si bien este aún seguirá dependiendo de Roma, con más o menos capacidad de acción, en función de la coyuntura política y los intereses propios de los monarcas godos.

## El reino visigodo de Tolosa como estado federado de Roma (418-476)
En teoría, el pueblo visigodo asentado en la Aquitania secunda ahora era sedentario, por lo que su política e intervenciones militares quedaban lejos de Hispania. Sin embargo, las intervenciones de Teodorico I (418-453) en Hispania van a ser numerosas, ya sea como pueblo federado de Roma o por iniciativa propia.
Una vez aniquilados los vándalos silingos y los alanos, el gobierno imperial optó por el apoyo a los suevos en Hispania. Para ello en el año 420 Roma envía un ejército imperial al mando del comes Hispaniarum Asterio, que obliga a los vándalos a levantar el asedio al que tenían sometidos a los suevos en los montes Nerbasios. Dos años después Roma enviará un nuevo ejército al mando del Magister militum Castino. Este ejército era mucho más poderoso que su predecesor ya que contaba con la ayuda de auxiliares visigodos que acudieron como federados de Roma. Según cuenta tanto Hidacio como Olimpiodoro, Teodorico I e incluso el comes africae Bonifacio, abandonaron las filas del ejército antes de la batalla debilitando al ejército imperial. La derrota de los imperiales ante los vándalos fue clara, lo que favoreció su expansión por el sur peninsular, hasta que Genserico decidió el paso al norte de África en el 429. De esta forma, en el año 430 sólo quedaba en Hispania el pueblo suevo, que bajo el mando de su rey Hermerico (409-441), amplía sus campañas de rapiña hasta el sur peninsular, siguiendo la vía de la Plata, entrando en litigio con el comes Censorio enviado por Aecio para sofocar el vandalismo suevo.

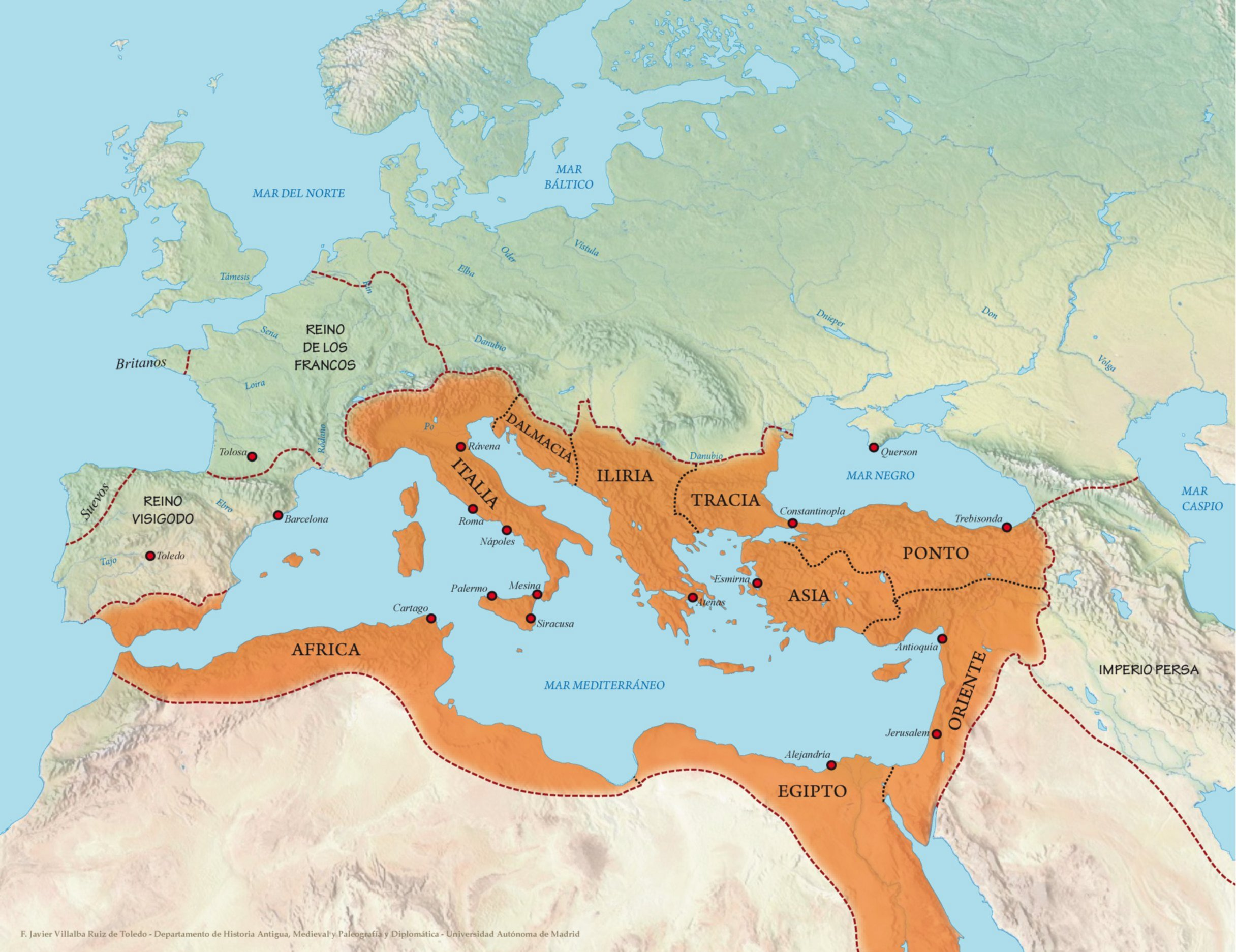
Mapa del Imperio bizantino en bajo el reinado de Justiniano.

El rey Teodorico I no solo intervino a las órdenes de Roma, cuando el Imperio lo requirió, sino que también actuó motu proprio, tejiendo un entramado de relaciones entre los demás pueblos federados. Su política matrimonial se vio favorecida por su prolífica paternidad. La muerte de Honorio en el 423 marcó un antes y un después en su política hacia Roma, ya que la muerte del emperador le liberó de su pacto con Roma. De esta forma, el abandono de las tropas de Castino coincide con el año de la muerte de Honorio. En el año 449 casa a una de sus hijas con Requiario, hijo y sucesor de Requila. Otra hija se desposará con Hunerico, hijo del gran rey vándalo Genserico. Por otro lado su hijo y futuro rey Eurico se casaría con la princesa burgundia Ragnahilde (456), si bien posiblemente el matrimonio fue concertado por su hermano mayor Teodorico II para acercarse al poderoso pueblo burgundio que será asentado por Roma como federado en el 458.
En su política con Roma apoya a Valentiniano III, hijo de Gala Placidia en contra de Aecio. En el 425 ratifica de nuevo su foedus con Roma, que romperá en numerosas ocasiones. En el trasfondo de todo estaba el deseo de conquistar Narbona y conseguir una salida al mar Mediterráneo que fortaleciera su postura en el occidente europeo. Sin embargo fracasó varias veces en el objetivo de tomar Arlés y Narbona (426, 429, 436), desbaratadas por Aecio. A estos intentos se le suma el del optimate godo Anaolso que en el 430 intentó, al parecer de forma independiente de Teodorico, tomar Arelate.
En el 451, esta vez sí, en cumplimiento de su tratado con Roma, acude al enfrentamiento contra los hunos en la batalla de los Campos Cataláunicos, donde dejará su vida, si bien su intervención será fundamental para la victoria de la alianza entre Roma y los pueblos germanos asentados en el occidente contra los hunos y los pueblos sojuzgados por estos.
En la península ibérica, al problema suevo se le sumaba el problema en la Tarraconense de la bagaudia hispana. Roma intentó sofocar el problema mandando a sus generales Asturio y Merobaudes, que pudieron derrotarlos en Araciel (Navarra). Acto seguido, el líder bagauda Basilio atacó Tarazona, se le unió el rey suevo Rekhila y juntos devastaron Zaragoza y tomaron Lérida. Roma daba la mayor importancia al dominio sobre la Tarraconense, por lo que los suevos tuvieron libertad de acción en la parte occidental de la Península llegando a conquistar Mérida y Sevilla. Ante esta situación, Roma se ve obligada de mandar de nuevo a sus federados visigodos para resolver el problema generalizado en Hispania. Teodorico II mandó a su hermano Frederico a la península ibérica y con apoyo del ejército romano acabó con el movimiento bagauda en el año 454.

## El reino visigodo de Tolosa (476-507)
En 476 Rómulo Augústulo es depuesto por Flavio Odoacro, y Eurico (466-484) se cree heredero del Imperio romano. A partir de esta fecha se puede considerar que oficialmente comienza el reino visigodo de Tolosa.

### Expansión territorial de Eurico
Eurico realiza una serie de campañas militares para expandir el dominio visigodo por España y las Galias. En la Galia expande su reino hasta el río Loira tras su victoria en la batalla de Deols, y ocupa la Narbonense II, la Viennense y los Alpes Marítimos. Entre 470 y 475 se apoderó del último bastión galorromano de Auvernia, la diócesis de Clermont del obispo Sidonio Apolinar, y dominó toda la provincia romana de Aquitania Primera (Auvernia y Berry). El reino de Tolosa se convierte en el más importante y grande de Occidente y el de mayor potencia militar, que alcanzará su apogeo en el reinado de Eurico. El centro político del reino son las Galias y no Hispania.
El 472 es un año crucial porque Eurico decide invadir la Tarraconense coincidiendo con la muerte de un emperador de origen griego llamado Antemio. Algunos que consideran que este fue el último emperador romano. La ocupación se hizo con dos cuerpos expedicionarios, este relato aparece en la Chronica Gallica del 511:
1. el primer cuerpo lo mandaba el conde Gauterico (o Gauterit), que penetró por Roncesvalles y tomó Pamplona y Zaragoza.
2. una segunda expedición se dirigió por la costa mediterránea y tomó Tarragona y siguió todo el camino de la vía Augusta. Este ejército lo mandaba el visigodo Heldefredo y el dux hispaniarum Vicente (o Vicencio).

Ambos ejércitos tuvieron que hacer frente a la oposición de la aristocracia hispanorromana. Pero se consigue la anexión de la Tarraconense al reino de Tolosa a la que se le une el dominio sobre Mérida (468) que será un punto de apoyo para conquistar las tierras del sur.
La política de Eurico era mejorar el territorio y para ello inició una serie de obras públicas (por ejemplo, arregló puentes y calzadas), pactó con los obispos para atraerse a la población hispanorromana. Como cosa curiosa hay que decir que en Hispania no se persiguió a los católicos, al contrario que en la Galia. Los vándalos en el norte de África también tuvieron problemas con los católicos, por lo que estos se instalaron en tierras hispanas huyendo de la persecución de los vándalos.
Eurico había convertido el reino de Tolosa en el estado más poderoso de occidente; sin embargo con su hijo Alarico II este reino poderoso decayó. Esto ocurrió por la cuestión religiosa, ya que Alarico II empleó acciones más contundentes contra los católicos galorromanos, que apoyaron a Flavio Clodoveo, rey de los francos y cónsul de las Galias (nombrado por Anastasio Dicoro).
Eurico morirá en el 484 en Arlés y se puede considerar como el primer rey visigodo de Hispania ya que en época de Eurico pasaron grupos de población visigoda a España, que aumentarían conforme empiecen las luchas contra los cristianos galorromanos y con Flavio Clodoveo, rey de los francos y cónsul de las Galias. Este inicia una expansión hacia el sur, encontrándose al reino de Siagrio al que derrota. Siagrio se refugia en territorio visigodo, aunque será entregado a los francos ante el miedo ante las posibles represalias de Clodoveo.
El rey franco, convencido por el obispo de París y su mujer Clotilde (que era católica) se convierte al catolicismo, ganándose a gran parte de la población galorromana, por lo que la población visigoda pasó a España. Esta circunstancia se recoge en la Crónica Cesaraugustana o de Zaragoza: en el 494 se había producido la llegada de la población visigoda a la Tarraconense, por lo que en el 496 los hispanorromanos se sublevaron bajo el mando de Burdunelo pero fueron aplastados. Entre el 494 y el 507 se produjo la mayoría del traslado del pueblo visigodo a Hispania y se produce el derrumbamiento del reino de Tolosa.

### La expansión franca en la Galia y el choque con los visigodos: Vouillé (507)
En los últimos coletazos del siglo V, la situación de equilibrio de fuerzas en la Galia se había debilitado debido al ascenso de un nuevo poder en el escenario, llamado Clodoveo, que estaba llamado a ser el germen del poder hegemónico en el occidente europeo, heredero de la antigua administración imperial.
En el año 486, el rey franco inicia una expansión hacia el sur, encontrándose al reino de Siagrio, establecido en torno a la ciudad fortificada de Soissons. La superioridad franca hizo que Siagrio huyera hacia Tolosa en busca de refugio. De esta forma, Clodoveo se hizo con el control del Sena y el reconocimiento de la aristocracia galorromana, amén de la dignidad real heredada del antiguo poseedor del reino.
Esta fase de organización de su poder en Senonia y la guerra contra los turingios, paralizó la expansión franca por su frente galo.
En el año 494 se produjo el primer conflicto, los visigodos rehusaron el enfrentamiento y su respuesta fue la entrada de una gran masa de población visigoda en la Tarraconense. En 496 se produjo la rebelión de Burdunelo, un prócer hispánico de una región a donde llegaron considerables contingentes de inmigrantes góticos y en la que se produjeron tensiones con la población indígena. Burdunelo acaudilló el levantamiento antigótico que fue reducido al año siguiente; enviado a Toulouse, recibió una muerte cruel (Chronica Caesaraugustana). Entre el 494 y el 507 se produjo la mayoría del paso del pueblo visigodo a Hispania y se produce el derrumbamiento del reino visigodo de Tolosa. Los pobladores godos se asientan, además de en la Tarraconense, en la actual Tierra de Campos (Palencia), llamada en ese entonces los Campos Góticos, zona fronteriza contra el reino suevo, que domina desde Astorga la llanada leonesa contigua.
En el 498 las hostilidades se reanudaron y un poderoso ejército franco entró en la Aquitania apoderándose de Burdeos (una de las residencias reales de los visigodos). Alarico II, ante la imposibilidad de repeler la agresión se vio obligado a firmar una paz en el 502. Se reunió con Clodoveo en una isla del Loira, cerca de Amboise. Según Gregorio de Tours en el tratado se acordó el establecimiento del Loira como frontera franco-visigoda y la entrega de Siagrio que fue ejecutado. La guerra no había hecho nada más que comenzar.
En los años siguientes ocurriría un hecho que iba a desequilibrar la balanza de forma definitiva. El rey franco, aconsejado por el obispo de París y su mujer Clotilde (que era católica), se convierte al catolicismo tras percibir su importancia durante su duelo de poder contra los alamanes y su victoria militar sobre el flanco expuesto al sur desde el Alto Rin. Por lo que se gana a gran parte de la población galorromana y muy principalmente la cooperatividad de los fuertes lazos que ya controlaba el clero galorromano, heredero de la administración occidental. Al contrario que al monarca del sur del Loira al que no asistieron los prelados del reino de Tolosa, por las persecuciones de las que fueron objeto.
La contraofensiva propagandística de Alarico II no se hizo esperar y ya tarde, en el 506 permitió a los obispos católicos reunirse en Agde y celebrar un sínodo. Este mismo año promulgó un compendio de legislación denominado Breviarium Alarici (o Lex Romana Visigothorum), aprobado por el episcopado y la nobleza. Este cuerpo legislativo pretendía unificar la legislación y atraerse a la población católica hispanorromana.
Sin embargo, y a pesar de los impetuosos esfuerzos de Teodorico el Grande por arbitrar el conflicto, el enfrentamiento franco-visigodo era inevitable. Aprovechando injerencia bizantina, propicia para distraer al poderoso rey ostrogodo de tener mano libre con que apoyar al padre de su nieto Amalarico, finalmente el enfrentamiento se produjo en el año 507 en Vouillé a bastante distancia del ostrogodo de llegar a tiempo. Según la Chronica Gallica, Clodoveo, con la ayuda de sus aliados burgundios, derrotó a las fuerzas gótico-romanas de Alarico, quien, superado por el enemigo, cayó en el fragor del combate. Tras la batalla sus tropas se dirigieron a Tolosa para salvar el tesoro real y evacuarlo junto al heredero real, y que tras ser abandonada fue saqueada, obteniendo un gran botín. Los francos y burgundios se entregaron a la captura de plazas fuertes que fueron tomando, hasta que a la llegada de dos alas de avanzada ostrogoda de Teodorico el Grande desde la Provenza, hizo rebatirse a los burgundios a su reino más expuesto y desprotegido, y ante este cambio de tornas y la nueva perspectiva ya sin aliados, el rey Clodoveo enfrentado a la alta probabilidad de un contraataque del grueso aun de las fuerzas visigodas con el temido refuerzo ostrogodo y lo más temido aún, a ya entrar en conflicto abierto con Teodorico, abandonaría el poner a sitio a la Narbona y los francos se replegaron apresuradamente de Aquitania de regreso al Norte para asegurar botines, y poco a poco después ir reafirmando su dominio sobre plazas tomadas y sobre los galorromanos del sur.
Tras la muerte de Alarico II los visigodos se replegaron a Narbona y después a Barcelona donde establecieron su corte de 508 a 511 antes de trasladarse definitivamente a Toledo para convertirse en el reino de Toledo.
Los visigodos recuperarían muchas plazas y la salvaguarda de la Galia mediterránea (Septimania) de manos de francos o burgundios. Los ostrogodos pasaron a controlar directamente la defensa de la Provenza y valles medios del Ródano para mantener a los burgundios en jaque de cualquier designio contra Italia, Hispania o su dominio en Helvecia y Recia sobre el Alto Danubio transalpino. Y similares asociaciones de pillaje junto a los francos.
San Isidoro trata de cobarde a Alarico II por no saber atraerse a la población hispanorromana. La supuesta solidaridad gótica es también cuestionada debido a que los ostrogodos llegaron tarde a la batalla. Durante la ocupación de Italia por Teodorico el Grande y su guerra contra Flavio Odoacro, dux per Italia, en el 490, sabemos que los visigodos enviaron un ejército para ayudar a los ostrogodos en la batalla de Pavía. Sin embargo, bajo el tutelaje que desde Italia el monarca ostrogodo haría efectivo con amplio personal militar, para cubrir el reino durante la minoría de edad de su nieto Amalarico, el intercambio de familias nobiliarias entre ambos pueblos godos se produciría con gran fluidez.
Se le achaca a Alarico II falta de rigor o diplomacia en la lucha interna contra los obispos católicos y de que el Código de Alarico era sólo para los visigodos.
Gregorio de Tours (historiador del reino franco) dice que Clodoveo arengaba a sus tropas diciendo que era intolerable que existiera un reino arriano en las Galias. Los burgundios lucharon al lado de los francos debido a que los visigodos habían ocupado su territorio de la Viennense y además habían sido derrotados previamente por los francos, y la oportunidad de expolios que ofrecieron.
Casiodoro (erudito de la corte de Teodorico el Grande) en Variae, dice que Teodorico abogaba por la paz entre los distintos pueblos para colocarse como guardián de la situación en la Europa Occidental.